# Аббакумово (Московская область)
Аббакумово — деревня в городском округе Мытищи Московской области России. Население — 102 чел. (2010).

## География
Расположена на севере Московской области, в западной части Мытищинского района, на Рогачёвском шоссе Р113, примерно в 17 км к северо-западу от центра города Мытищи и 10,5 км от Московской кольцевой автодороги. Юго-восточнее деревни — Клязьминское водохранилище.
В деревне 20 улиц, включая шоссе и переулки, приписано 4 садоводческих товарищества. Ближайшие сельские населённые пункты — деревни Еремино, Красная Горка и посёлок Птицефабрики. Связана прямым автобусным сообщением с городами Лобней и Мытищи (маршруты № 25, 36 и 42).

## Население
| 1852 | 1859 | 1890 | 1899 | 1926 | 2002 | 2010 |
| ---- | ---- | ---- | ---- | ---- | ---- | ---- |
| 136  | ↗147 | ↘138 | →138 | ↗144 | ↘132 | ↘102 |

## История
В середине XIX века деревня 6-го стана Московского уезда Московской губернии принадлежала графу Виктору Никитичу Панину, в ней был 21 двор, крестьян 66 душ мужского пола и 70 душ женского.
В «Списке населённых мест» 1862 года — владельческая деревня Московского уезда по левую сторону Дмитровского тракта (из Москвы в Калязин), в 29 верстах от губернского города и 12 верстах от становой квартиры, при колодцах, с 23 дворами и 147 жителями (63 мужчины, 84 женщины).
По данным на 1899 год — деревня Марфинской волости Московского уезда с 138 душами населения.
В 1913 году — 26 дворов.
По материалам Всесоюзной переписи населения 1926 года — деревня Новосельцевского сельсовета Коммунистической волости Московского уезда на Рогачёвском шоссе и 4 км от станции Хлебниково Савёловской железной дороги, проживало 144 жителя (61 мужчина, 83 женщины), насчитывалось 27 крестьянских хозяйств.
С 1929 года — населённый пункт в составе Коммунистического района Московского округа Московской области. Постановлением ЦИК и СНК от 23 июля 1930 года округа как административно-территориальные единицы были ликвидированы.
1929—1935 гг. — деревня Новосельцевского сельсовета Коммунистического района.
1935—1939 гг. — деревня Новосельцевского сельсовета Дмитровского района.
1939—1954 гг. — деревня Новосельцевского сельсовета Краснополянского района.
1954—1959 гг. — деревня Красногорского сельсовета Краснополянского района.
1959—1960 гг. — деревня Красногорского сельсовета Химкинского района.
1960—1963, 1965—1994 гг. — деревня Красногорского сельсовета Мытищинского района.
1963—1965 гг. — деревня Красногорского сельсовета Мытищинского укрупнённого сельского района.
1994—2006 гг. — деревня Красногорского сельского округа Мытищинского района.
2006—2015 гг. — деревня сельского поселения Федоскинское Мытищинского района.